# Roter Kogel (Venedigergruppe)
Der Rote Kogel (2946 m ü. A.) ist ein Berggipfel im Tauernhauptkamm der Venedigergruppe auf der Grenze zwischen Osttirol (Gemeinde Matrei) und Salzburg (Gemeinde Hollersbach).

## Lage und Aufstiegsmöglichkeiten
Der Rote Kogel ist ein Gipfel im, innerhalb der Venedigergruppe, östlichen Bereich des Tauernhauptkammes zwischen der Roten Säule (2993 m ü. A.) im Nordwesten und dem Dichtenkogel (2839 m ü. A., auch Weißeneck genannt) im Osten. Beim Roten Kogel handelt es sich um ein nach Norden überhängendes, wenig besuchtes Felshorn, das erstmals von R. Majewski am 19. August 1921 bestiegen wurde. Die erste Überschreitung vom Ostgrat auf den Gipfel und mit dem Abstieg über die Südwestschlucht wurde von R. Klose und F. Liederer am 4. August 1931 vorgenommen. Im Norden des Roten Kogels erstreckt sich zwischen Roter Säule und Dichtenkogel ein schmaler, unbenannter Gletscher.
Der Normalanstieg erfolgt analog zur Erstbesteigung von der St. Pöltner Hütte über den St.-Pöltner-Westweg bis zum Fuß des Südgrats, den man in der Folge umgeht um die Böden des Äußeren Innergschlößer Ochsenalm zu erreichen. Im Kar erfolgt der Aufstieg zum obersten Boden und danach rechts zur Südwestseite, wo aus der letzten Südgratscharte die rinnenartige Südwestschlucht beginnt. Dieser brüchigen Rinne  folgt man aufwärts zum Gipfel (UIAA II). Der Gratübergang vom Dichtenkogel erfolgt über den langen Westgrat zur Trennscharte (2837 m ü. A.) und über den Ostgrat des Roten Kogel zum Gipfel, wobei Grattürme durch Queren an der Südseite erstiegen werden müssen und das Erklettern des Gipfels an der Kante durch Hangeln erfolgt (UIAA II).